# Конденсаційна електростанція

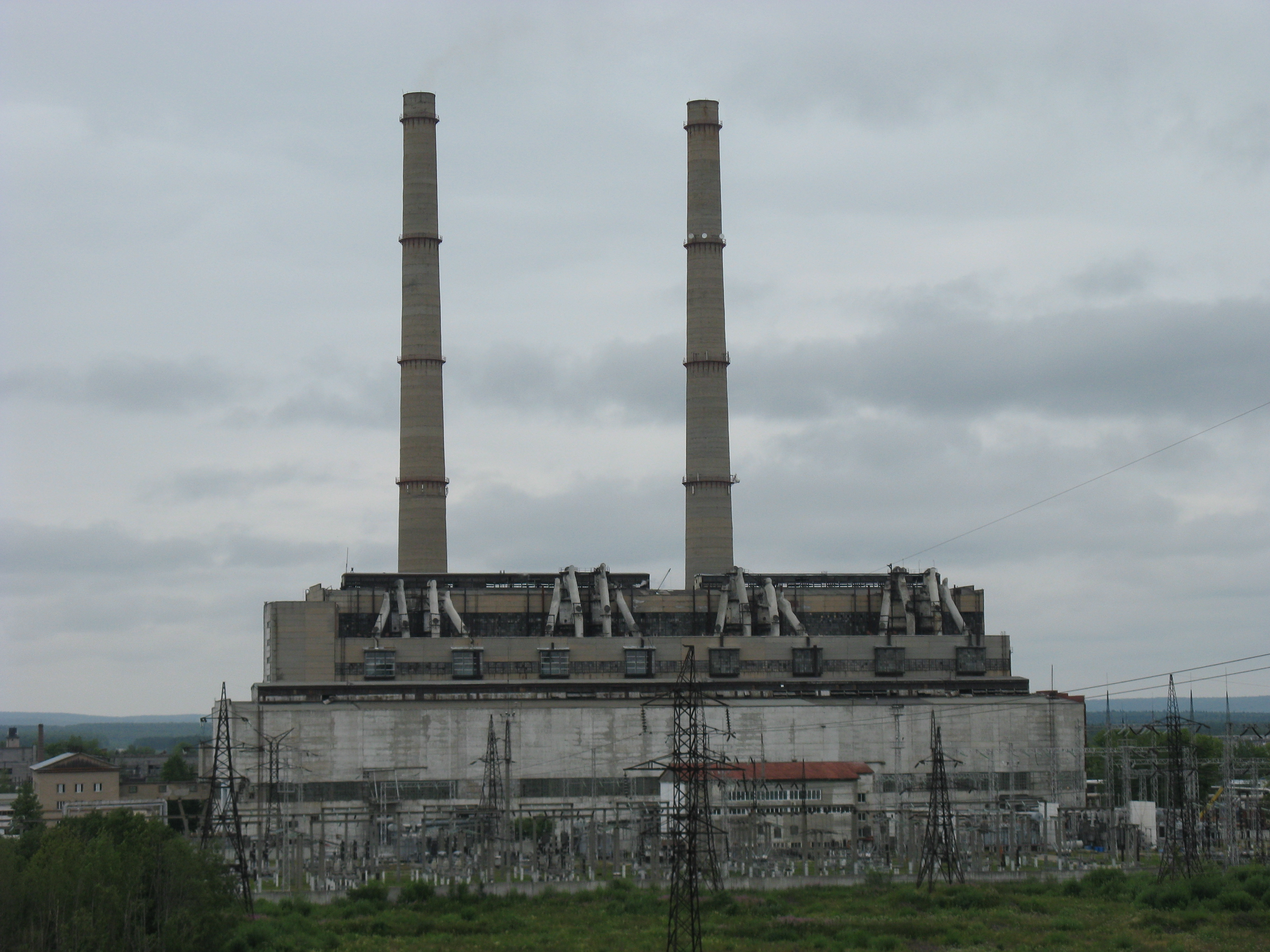
Яйвинська ДРЕС

Конденсаці́йна електростанція (КЕС) — теплова електростанція, що виробляє лише електроенергію. Свою назву цей тип електростанцій отримав завдяки особливостям принципу роботи — теплова паротурбінна електростанція, де рух електричному генератору надає конденсаційна турбіна. Історично отримала назву «ДРЕС» — державна районна електростанція. З плином часу термін «ДРЕС» утратив своє первісне значення («районна») й у сучасному розумінні означає зазвичай КЕС великої потужності (тисячі МВт), що працює в об'єднаній енергосистемі нарівні з іншими великими електростанціями.
КЕС розрізняють за типом енергії, що відпускається (енергетичним призначенням).

## Історія
Першу ДРЕС — «Електропередача», нині ГРЕС-3 ім. Р. Классона, споруджено під Москвою в м. Електрогорську в 1912–14 рр. за ініціативою інженера Р. Классона. Основне паливо — торф, потужність — 15 МВт. У 1920-х рр. планом ДЕЕЛРО передбачалося будівництво декількох теплових електростанцій, серед яких найвідоміші Каширська ДРЕС і Шатурська ДРЕС.

## Принцип роботи

Схема вугільної конденсаційної електростанції: 1 — градирня; 2 — циркуляційна помпа; 3 — лінія електропередачі; 4 — трансформатор; 5 — турбогенератор; 6 — циліндр низького тиску парової турбіни; 7 — конденсатна помпа; 8 — поверхневий конденсатор; 9 — циліндр середнього тиску парової турбіни; 10 — стопорний хлипак; 11 — циліндр високого тиску парової турбіни; 12 — деаератор; 13 — регенеративний підігрівач; 14 — транспортер палива; 15 — бункер вугілля; 16 — вугільний млин; 17 — барабан топки; 18 — система шлаковидалення; 19 — пароперегрівач; 20 — дуйний вентилятор; 21 — проміжний пароперегрівач; 22 — повітрозабірник; 23 — економайзер; 24 — рекуператор; 25 — фільтр; 26 — димосмок; 27 — димова труба; 28 — живильна помпа.

На КЕС тепло, яке отримали спалюванням палива, передається у парогенератори водяної пари, яка потрапляє до конденсаційної турбіни. Внутрішня енергія пари перетворюється в турбіні у механічну енергію, а потім електричним генератором в електричний струм. Відпрацьована пара відводиться у конденсатор, звідки конденсат пари насоси перепомповують знов у парогенератор. У 50–70-х рр. XX ст. в електроенергетиці з'явилось електроенергетичне устаткування з газовою турбіною.

## Вплив на довкілля

### Вплив на атмосферу
Під час спалювання палива споживається велика кількість кисню, викидається в повітря значна кількість продуктів горіння: летка зола, оксиди вуглецю, сірки та азоту, які мають велику хімічну активність, радіоактивні елементи, які містяться у власне паливі. Також виділяється значна кількість важких металів, зокрема ртуть і свинець.

### Вплив на гідросферу
Перш за все, скидання води з конденсаторів турбін, а також промислові стоки.

### Вплив на літосферу
Щоб захоронити великі маси золи, потрібно багато місця. Ці забруднення знижуються за використання золи та шлаків як будівельних матеріалів.